# Оренбургское сельское поселение
Оренбургское се́льское поселе́ние — муниципальное образование в Бикинском районе Хабаровского края Российской Федерации. Образовано в 2004 году.
Административный центр — село Оренбургское. Расположено к западу от города Бикин, на противоположном от него левом берегу реки Бикин.

## Население
| 2010 | 2011 | 2012 | 2013 | 2014 | 2015 | 2016 |
| ---- | ---- | ---- | ---- | ---- | ---- | ---- |
| 787  | ↘785 | ↘776 | ↘775 | ↘763 | ↘747 | ↘746 |
| 2017 | 2018 | 2019 | 2020 | 2021 |      |      |
| ↘727 | ↘716 | ↘707 | ↘696 | ↗801 |      |      |

## Населённые пункты
В состав поселения входят 2 населённых пункта:
| № | Населённый пункт | Тип  | Население |
| - | ---------------- | ---- | --------- |
| 1 | Васильевка       | село | ↘29       |
| 2 | Оренбургское     | село | ↗772      |